# Lewin's Cove
Lewin's Cove is een gemeente (town) op het eiland Newfoundland in de Canadese provincie Newfoundland en Labrador.

## Geschiedenis
In 1973 werd het dorp een gemeente met de status van local government community (LGC). In 1980 werden LGC's op basis van The Municipalities Act als bestuursvorm afgeschaft. De gemeente werd daarop automatisch een community om een aantal jaren later uiteindelijk een town te worden.

## Geografie
De gemeente ligt in het zuiden van het schiereiland Burin aan de zuidkust van Newfoundland. Lewin's Cove ligt aan het uiteinde van Burin Inlet, een bijna 10 km lange zee-inham. De gemeente grenst in het noordoosten aan de gemeente Burin en in het zuiden aan het local service district Epworth-Great Salmonier.

## Demografie
In de periode 1951–1991 kende Lewin's Cove een sterke bevolkingsgroei waardoor het van een gehucht naar een dorp uitgroeide. Demografisch gezien is Lewin's Cove, net zoals de meeste kleine dorpen op Newfoundland, de laatste decennia echter aan het krimpen. Tussen 1991 en 2021 daalde de bevolkingsomvang van 609 naar 546. Dat komt neer op een daling van 63 inwoners (-10,3%) in dertig jaar tijd, wat naar Newfoundlandse normen een vrij beperkte daling is.
| Demografische ontwikkeling van Lewin's Cove tussen 1951 en 2021            |
| -------------------------------------------------------------------------- |
|                                                                            |
| Bron: Statistics Canada (1951–1986, 1991–1996, 2001–2006, 2011–2016, 2021) |